# 皮普湖
53°38′32″N 10°51′07″E / 53.642252°N 10.852044°E

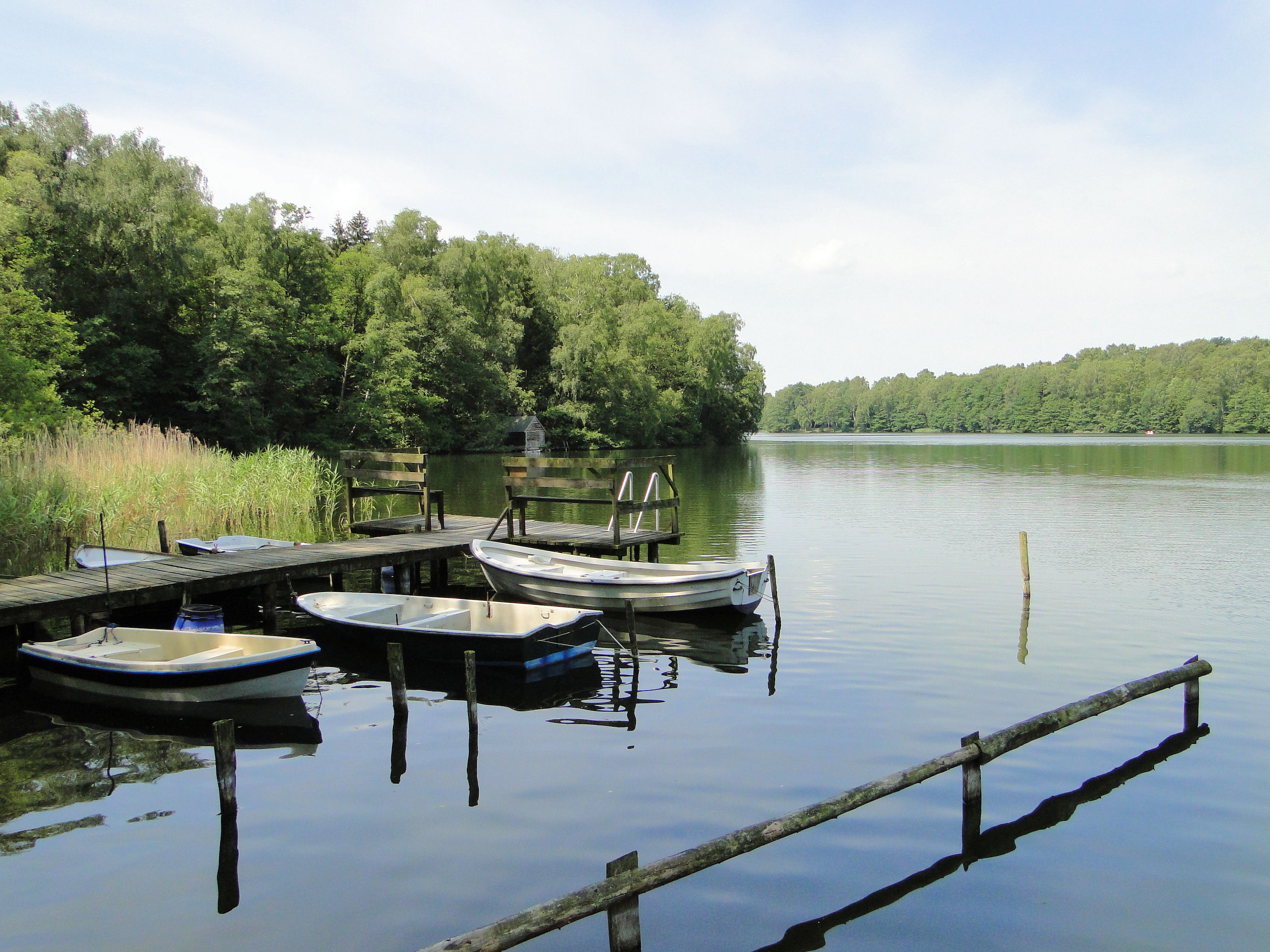

皮普湖（德語：Pipersee），是德國的湖泊，位於該國北部石勒蘇益格-荷爾斯泰因州，由勞恩堡縣負責管轄，面積0.16平方公里，平均水深4.0米，最大水深6.7米，水體容量439萬立方米，湖岸線長度2公里。